# Den norske tronfølge
Den norske tronfølge er reguleret af § 6 i Norges grundlov, som bestemmer, at ret til tronen går i arv, såkaldt arvefølgemonarki. Bestemmelsen blev ændret ved grundlovsændring 29. maj 1990 således at også kvinder har arveret, og sådan at arvefølgen nu "saneres" ved tronskifte.

## Arveberettigede
De, som har arveret, er børn som er født i lovligt ægteskab af kongen eller dronningen, eller af en som selv er arveberettiget til tronen. Kvinder og mænd er siden 1990 ligestillet som arverettigede, men med undtagelse for de, som er født før 1990. Dette indebærer, at kronprins Haakon Magnus står før sin ældre søster prinsesse Märtha Louise i arvefølgen. Märtha Louise blev altså først arveberettiget i 1990. Bemærk, at "dronning" efter bestemmelsen er en regerende dronning og ikke en konges ægtefælle.
For de, som er født før 1971, gælder grundlovens § 6 fra 1905, som indebærer, at kong Haralds søstre ikke har arveret.
Før 1814 gjaldt Kongeloven. Efter denne kunne kvinder arve tronen, hvis der ikke fandtes mandlige arveberettigede.
Ved hvert tronskifte saneres arveretten til tronen, så det kun er efterkommere efter den nye regents bedsteforældre, som har arveret.

## Arvefølgen
Nuværende monark: Hans Majestæt Kong Harald V
1. Hans Kongelige Højhed Kronprins Haakon Magnus (i arvefølgen fra sin fødsel 20. juli 1973)
2. Hendes Kongelige Højhed Prinsesse Ingrid Alexandra ("arveprinsesse", (dvs. hun kan ikke komme lavere i arvefølgen mens hun lever) i arvefølgen fra sin fødsel 21. januar 2004)
3. Hans Højhed Prins Sverre Magnus(i arvefølgen fra sin fødsel 3. december 2005)
4. Prinsesse Märtha Louise (født 22. september 1971, i arvefølgen fra 1990)
5. Maud Angelica Behn (i arvefølgen fra sin fødsel 29. april 2003)
6. Leah Isadora Behn (i arvefølgen fra sin fødsel 8. april 2005)
7. Emma Tallulah Behn (i arvefølgen fra sin fødsel 29. september 2008)

Prinsesse Astrid fru Ferner er ikke berettiget til Den Kongelige Norske Trone, nu afdøde Prinsesse Ragnhild fru Lorentzen var ligeledes ikke.

## Grundlovens § 6 som den blev vedtaget i 1905
Grundlovens § 6 bestemmer i sidste led, at "For dem som ere fødte tidligere end Aaret 1971, gjelde dog denne Grundlovs § 6 saaledes som den blev vedtaget den 18de November 1905."
§ 6 lød således:

Arvefølgen er lineal og agnatisk, saaledes at kun i lovligt Ægteskab født Mand af Mand kan arve, og at den nærmere Linje gaar foran den fjernere og den ældre i Linjen foran den yngre.

Blandt Arveberettigede regnes ogsaa den Ufødte, der strax indtager sit tilbørlige Sted i Arvelinjen, naar han efter Faderens Død fødes til Verden.

Naar en til Norges Krone arveberettiget Prins fødes, skal hans Navn og Fødselstid tilkjendegives førstholdende Storthing og antegnes i dets Protokol.

## Valg af konge
Det norske kongedømme er i udgangspunktet et arvefølgemonarki. I § 7 findes en subsidiær regel om valgkongedømme. I tilfælde af at der ikke findes nogen arveberettiget, skal kongen foreslå sin efterfølger, men Stortinget afgør, om det vil følge rådet eller vælge en anden.
Det er sket en række gange, at Stortinget har valgt konge: 17. maj 1814 blev Prins Christian Frederik valgt til konge, 4. november samme år blev den svenske konge Carl XIII valgt, og den 18. november 1905 blev Prins Carl af Danmark valgt til konge.
I grundlovens § 48 findes en bestemmelse om valg af konge eller dronning, efter at kongestammen er uddød, og ingen efterfølger er kåret.

## Reference
- Fliflet, Arne: Kongeriket Norges Grunnlov. Grunnloven med kommentarer (Universitetsforlaget, 2005) ISBN 82-518-3962-9

## Eksternt link
Grunnloven § 6 Arkiveret 10. april 2013 hos  Wayback Machine (Lovdata)